# サルコファジン
サルコファジン(Sarcophagine, Sar)は、サイクラムに由来する二環式で籠型の金属キレート分子である。3,6,10,13,16,19-ヘキサアザビシクロ(6,6,6)イコサンとも呼ばれ、DiAmSar (1,8-ジアミノ-Sar)のようにしばしばさらに官能基が付加する。本物質及び多くの関連する6座配位子クラスロキレートは、鋳型反応により生成する。

DiAmSar（1,8-ジアミノサルコファジン）の構造

サルコファジン誘導体は、例えば、放射性金属カチオンの抗体等の有機化合物への導入が必要な放射性医薬品のリガンドとして用いられる。